# 개국 (조선)
개국(開國, 1876년 8월 24일 또는 1894년 8월 1일 ~ 1896년 1월 1일)은 1894년 조선에서 쓰이던 연호로서, 조선에서 제정한 최초의 연호였다. 조선이 개국한 1392년을 원년으로 삼고 있다. 1894년 이전에는 조일통상장정, 조영 통상 조약, 한성 조약 등 외국과의 외교 공문에 개국이라는 연호를 쓰기도 하였으며 고종실록에서는 1876년 의정부에서 일본 판리 대신에게 보낸 서술 책자의 전문을 수록한 데에 처음 등장하고 있다.
그러나, 1895년 조선이 양력 사용을 결정하는 동시에, 1896년에 건양으로 개원함에 따라 공식적으로는 1년 6개월만 사용되었다. 다만, 후대에 건양 원년에 쓰인 공문을 일컬을 때 '개국 505년'이라는 표현이 쓰이는 등 (예: 광무 4년 칙령 제41호) 개국 연호가 불규칙적으로 쓰이기도 하였다.
환산법은 서기연도에 1391을 빼면 된다.

## 개국 연호 사용례
- 1876년 8월 24일(음력 7월 6일) : 조일수호조규(朝日修好條規, 강화도 조약)
- 1882년 5월 22일(음력 4월 6일) : 조미 수호 통상 조약(朝美修好通商條約)

## 개원
- 갑오년(甲午年)[2] 7월 1일(1894년 8월 1일)에 조선 조정이 군국기무처 개혁안을 승인함에 따라, 공식적으로 청나라 연호 대신에 개국(開國) 연호를 사용함.

- 개국(開國) 504년 11월 15일(1895년 12월 30일)에 공식 달력을 시헌력에서 그레고리력으로 달력을 바꿔 사용하면서 연호를 건양(建陽)으로 정하고, 다음 해 양력 1896년 1월 1일(음력 1895년 11월 17일)에 연호를 개원함.

## 그레고리력개력
- 을미개혁을 실시함에 따라 개국 연호까지는 태음태양력인 시헌력(時憲曆)을 사용하였으며, 건양으로 개원한 이후로는 태양력인 그레고리력으로 역법을 개력하였다.

| 개국  | 간지 (干支) | 태음태양력 (시헌력)           | 태양력 (그레고리력)                |
| 503년 | 갑오 (甲午) | 음력 1월 1일 ~ 음력 12월 30일 | 1894년 2월 6일 ~ 1895년 1월 25일   |
| 504년 | 을미 (乙未) | 음력 1월 1일 ~ 음력 11월 16일 | 1895년 1월 26일 ~ 1895년 12월 31일 |
| 건양  | 간지 (干支) | 태음태양력 (시헌력)           | 태양력 (그레고리력)                |
| 원년  | 병신 (丙申) | (그레고리력으로 개력)         | 1896년 1월 1일 ~ 1896년 12월 31일  |

## 연대 대조표
| 개국    | 서기 (西紀) | 간지 (干支) |                 |                   |
| (원년)  | 1392년      | 임신 (壬申) |                 |                   |
| 개국    | 서기 (西紀) | 간지 (干支) | 청나라 연호     | 일본 연호         |
| (485년) | 1876년      | 병자 (丙子) | 광서(光緖) 2년  | 메이지(明治) 9년  |
| (486년) | 1877년      | 정축 (丁丑) | 광서 3년        | 메이지 10년       |
| (487년) | 1878년      | 무인 (戊寅) | 광서 4년        | 메이지 11년       |
| (488년) | 1879년      | 기묘 (己卯) | 광서 5년        | 메이지 12년       |
| (489년) | 1880년      | 경진 (庚辰) | 광서 6년        | 메이지 13년       |
| (490년) | 1881년      | 신사 (辛巳) | 광서 7년        | 메이지 14년       |
| 개국    | 서기 (西紀) | 간지 (干支) | 청나라 연호     | 일본 연호         |
| (491년) | 1882년      | 임오 (壬午) | 광서(光緖) 8년  | 메이지(明治) 15년 |
| (492년) | 1883년      | 계미 (癸未) | 광서 9년        | 메이지 16년       |
| (493년) | 1884년      | 갑신 (甲申) | 광서 10년       | 메이지 17년       |
| (494년) | 1885년      | 을유 (乙酉) | 광서 11년       | 메이지 18년       |
| (495년) | 1886년      | 병술 (丙戌) | 광서 12년       | 메이지 19년       |
| (496년) | 1887년      | 정해 (丁亥) | 광서 13년       | 메이지 20년       |
| (497년) | 1888년      | 무자 (戊子) | 광서 14년       | 메이지 21년       |
| (498년) | 1889년      | 기축 (己丑) | 광서 15년       | 메이지 22년       |
| (499년) | 1890년      | 경인 (庚寅) | 광서 16년       | 메이지 23년       |
| (500년) | 1891년      | 신묘 (辛卯) | 광서 17년       | 메이지 24년       |
| 개국    | 서기 (西紀) | 간지 (干支) | 청나라 연호     | 일본 연호         |
| (501년) | 1892년      | 임진 (壬辰) | 광서(光緖) 18년 | 메이지(明治) 25년 |
| (502년) | 1893년      | 계사 (癸巳) | 광서 19년       | 메이지 26년       |
| 503년   | 1894년      | 갑오 (甲午) | 광서(光緖) 20년 | 메이지(明治) 27년 |
| 504년   | 1895년      | 을미 (乙未) | 광서 21년       | 메이지 28년       |